# 阿里雲
阿里雲計算（Alibaba Cloud，全稱阿里雲計算有限公司，簡稱阿里雲），是一家提供雲端運算服務的科技公司，創立於2009年9月，为阿里巴巴集團全資所有。阿里云计算公司总部位于杭州，在北京和硅谷等地设有研发中心和运营机构，涉及云计算的产品与服务。
根據高德納諮詢公司的報告，至2021年，公用雲IaaS厂商全球市场份额阿里云排名第三，占9.55%，仅次于AWS和Azure。而在亚太云计算市场排名第一，占比達25.53%。

## 数据中心
- 中国大陆地域：北京、上海、杭州、青岛、深圳、张家口、呼和浩特、乌兰察布、河源、广州、成都、南京、武汉、福州
- 国际地域：香港、新加坡、悉尼、硅谷、弗吉尼亚、法兰克福、迪拜、伦敦、吉隆坡、雅加达、马尼拉、曼谷、孟买、东京、首尔、利雅得 [5]

## 飛天
飛天是阿里雲開發的大规模分布式计算系统。

## 历史

### 2022年
1月27日，阿里云微信公众号发布消息称，北京冬奥会将通过阿里云向全球转播。
6月13日，阿里云智能总裁张建锋在峰会上正式发布云基础设施处理器CIPU（Cloud infrastructure Processing Units），这是为新型云数据中心设计的专用处理器，将替代CPU成为云时代IDC的处理核心，可对计算资源进行云化加速，并可部署飞天操作系统对云资源进行管控。

## 全球公共雲服務市場規模
| 年份               | 2012 | 2013 | 2014 | 2015 |
| ------------------ | ---- | ---- | ---- | ---- |
| 产业规模（亿美元） | 1110 | 1310 | 1528 | 1800 |
| 增长率             | 23%  | 18%  | 17%  | 18%  |

2014年，谷歌gcp、亚马逊AWS、微软Azure、阿里云等企业相继大幅降低云服务价格，打响云计算价格战。

## 事件
- 2019年2月23日，阿里云的云效平台出现企业用户源代码以及信息泄露事件。任何人只要登录阿里雲雲效平台账户，就能看到有关公司的内部源代码。据了解，出现代码泄露原因是用户在云效平台提交代码时对提交方式产生误解所致。提交代码默认可以选择三种方式：Private、Internal 和 Public。 Private表示私有代码，表示不公开。Public表示公开代码。而有开发者将Internal理解为公司内部公开，因此将Private权限更改为Internal。但是，Internal的真正含义是云效平台公开而非公司内部公开，所有云效平台用户均可访问。阿里云回应，将提醒把提交代码设置为Internal的用户正确理解Internal的含义[10]。

- 2019年3月3日，阿里云华北2地域（北京）可用区C部分云服务器（ECS）实例出现磁盘故障，大量部署在华北2C的网站和app出现瘫痪。阿里云紧急修复，并表示将根据SLA协议提供赔偿[11]。

- 2019年11月11日阿里云计算有限公司未经用户同意擅自将用户留存的注册信息泄露给第三方合作公司。[12]

- 2021年2月，射手科技（珠海）有限公司以侵害公司著作权为由将阿里云告上法庭，称阿里云全面抄袭了“自记账”产品。射手科技指出，阿里云在创意、页面设计、产品使用教程上与“自记账”高度相似。[12]2021年9月6日，珠海市香洲区人民法院判决不正当竞争罪名成立。[13][14]

- 2021年7月14日，北京天特信科技有限公司状告阿里云涉嫌侵害计算机软件著作权。7月21日，关于阿里云“IP地理位置库”产品事宜，阿里云与IPIP.NET发布联合声明，确有员工在该产品开发过程中存在违反公司规范的行为。[12][15]

- 2021年12月，因发现严重漏洞Log4Shell后未及时向中国有关部门报告，阿里云被暂停工信部网络安全威胁信息共享平台合作单位6个月。[16][17][18]
- 2022年12月18日上午起，阿里云香港地区C区宕机，[19]官方回应称事故系制冷设备故障所致。事故导致加密貨幣交易所OKX故障。[20]澳门司警局称，此次事件还导致了澳門金融管理局、澳門銀河、澳门蓮花衛視、澳門水泥廠等關鍵基礎設施營運者的網站无法使用。司警局声明已聯繫相關關鍵基礎設施營運者並跟進。[21]宕机在15.5小时后终于恢复。25日，阿里云发布说明解释事故过程。[22]
- 2023年11月12日17：44起，阿里云产品控制台访问及API调用出现出现使用异常，受影响服务地区为：华北2 (北京)、华北6 (乌兰察布)、 华北1 (青岛)、华东2(上海)、华南2(河源)、华北3(张家口)、香港、印度(孟买)、美国(硅谷)、华南1(深圳)、英国(伦敦)、韩国(首尔)、日本(东京)、阿联酉(迪拜)、西南1 (成都)、华南3 (广州)、新加坡、澳大利亚 (悉尼)、马来西亚(吉隆坡)、 华北5 (呼和浩特)、 印度尼西亚(雅加达)、美国 (弗吉尼亚)、菲律宾 (马尼拉)、泰国(曼谷)、华东1(杭州)、华南1金融云[23][24]。据悉，此次受影响产品包括企业级分布式应用服务、消息队列MQ、微服务引擎、链路追踪、应用高可用服务、应用实时监控服务、Prometheus监控服务、消息服务、消息队列Kafka版、机器学习、图像搜索、智能推荐AlRec等[23][24]。晚上19:20，已全面恢复[25]，此次服务中断也迅速成为新浪微博上的热门话题。[26]11月27日，阿里云服务器再度出现近两个小时的故障。[27]